# Kröftel
Kröftel is een plaats in de Duitse gemeente Idstein, deelstaat Hessen en telt 524 inwoners (2007).